# Larry Ogunjobi
(en) Statistiques sur pro-football-reference
Olumide Larry Ogunjobi, né le 3 juin 1994 à Livingston dans l'État du New Jersey, est un sportif professionnel américain de football américain jouant au poste de defensive tackle dans la National Football League (NFL) depuis la saison 2017 et pour les Bills de Buffalo depuis 2025.
Au niveau universitaire, il a joué pendant quatre saisons dans la NCAA Division I FBS pour les 49ers de l'université de Caroline du Nord à Charlotte avant d'être sélectionné lors du 3e tour de la draft 2017 de la NFL par la franchise des Browns de Cleveland. Il y reste quatre ans avant de rejoindre les Bengals de Cincinnati (2021), les Steelers de Pittsburgh (2022–2024) et les Bills de Buffalo dès 2025.

## Biographie

### Carrière universitaire
De 2013 à 2016, Larry Ogunjobi joue en première division de NCAA pour les 49ers de Charlotte où il établit le record de l'équipe avec 217 plaquages, dont 49 pour perte. À Charlotte, en tant qu'étudiant-athlète, il obtient un diplôme en informatique.

### Carrière professionnelle
Au sortir de l'université, Larry Ogunjobi a la 4e meilleure évaluation nationale dans la défense contre la course et est considéré par le site CBSsports.com comme le 15e meilleur defensive tackle disponible de la draft 2017 de la NFL et les évaluateurs estiment qu'il sera sélectionné au 5e ou 6e tour. Il est invité au Senior Bowl 2017 et joue pour l'équipe du Nord lors de la défaite 16 à 15 contre le Sud. Ses performances durant les différents workouts de la semaine et lors du match font remonter sa cote en vue de la prochaine draft. Il participe également au combine tenu par la NFL et à un pro day organisé par l'université de Charlotte. À la fin du processus, il est évalué par les experts comme étant une sélection potentielle de deuxième ou troisième tour. Il est classé troisième meilleur de sa position de la draft par ESPN, cinquième par l'analyste NFL Mike Mayock et sixième par Sports Illustrated.
| Taille | Poids  | Bras  | Main  | Sprint   | Sprint   | Sprint   | Shuttle 20 yards | 3 cones drill | Détente   | Détente     | Développé couché | Test Wonderlic |
| Taille | Poids  | Bras  | Main  | 40 yards | 10 yards | 20 yards | Shuttle 20 yards | 3 cones drill | verticale | horizontale | Développé couché | Test Wonderlic |
| 191 cm | 138 kg | 83 cm | 25 cm | 4,97 s   | 1,76 s   | 2,9 s    | 4,75 s           | 7,55 s        | 81 cm     | 295 cm      | 26 répétitions   | Inconnu        |

#### Browns de Cleveland (2017-2020)
Le 28 avril 2017, il est sélectionné par les Browns de Cleveland au troisième tour de la draft 2017 de la NFL avec le 65e choix. Il est le troisième defensive tackle sélectionné lors de cette draft derrière Malik McDowell (en) et Dalvin Tomlinson (en). Il devient ainsi le tout premier joueur issu des 49ers de Charlotte à être sélectionné lors d'une draft de la NFL. Le 17 mai 2017, Ogunjobi signe son premier contrat de quatre ans avec les Browns pour un montant de 3,9 millions de dollars.
Durant la saison 2017 au cours de laquelle les Browns ne gagnent aucun des 16 matchs de la saison régulière, Ogunjobi s'impose comme titulaire au sein de la ligne défensive de Cleveland en disputant 14 matchs et en totalisant 30 plaquages dont 2½ sacks.
En 2018, Ogunjobi débute chacun des 16 matchs de la saison régulière en totalisant 50 plaquages, dont 5½ sacks. Au cours de cette saison, il connait son premier match avec plusieurs sacks (2) lors de la 2e semaine contre les Saints de La Nouvelle-Orléans.
Lors de la saison 2019, Ogunjobi reste titulaire au sein de la ligne défensive de Cleveland, au côté du vétéran Sheldon Richardson, et totalise en 15 matchs, 47 plaquages dont 5½ sacks. Le 14 novembre 2019, lors du match de 11e semaine contre les Steelers de Pittsburgh et alors qu'il ne reste plus que 8 secondes et que le score est acquis (21 à 7 en faveur de Cleveland), le coéquipier de Larry Ogunjobi, Myles Garrett, commence à se battre avec le quarterback des Steelers Mason Rudolph, réussit à lui arracher son casque qu'il utilise pour le frapper. Une bagarre éclate entre Myles Garrett et le joueur de ligne offensive des Steelers Maurkice Pouncey. Alors que les joueurs des deux équipes commencent à intervenir, Ogunjobi charge Rudolph par derrière et le projette au sol alors qu'il s'était retiré de la bagarre. Garrett, Ogunjobi et Pouncey sont expulsés. A la suite de cet incident, il fut suspendu pour un match et condamné à une amende.

#### Bengals de Cincinnati (2021)
Le 19 mars 2021, Ogunjobi signe un contrat d'un an avec les Bengals de Cincinnati. Titulaire lors des seize matchs de saison régulière, il totalise sept sacks, 49 plaquages et réalise son record avec 12 plaquages pour perte.
Il doit être opéré à la suite d'une blessure survenue lors du premier match de série éliminatoire (tour de wild card) joué contre les Raiders de Las Vegas. Cette blessure met un terme à sa saison et le prive d'une participation au Super Bowl LVI disputé et perdu par son équipe.

#### Steelers de Pittsburgh
Le 21 juin 2022, Ogunjobi signe un contrat d'un an avec les Steelers de Pittsburgh.
Il est titulaire lors de ses 16 matchs joués totalisant 4 plaquages et 1 ½ sacks.
Le 17 mars 2023, Ogunjobi signe une extension de contrat de trois ans pour un montant de 28,75 millions de $ avec les Steelers.
En 2023, Ogunjobi termine avec un bilan de 21 plaquages (dont trois pour perte de yards adverses) et un fumble forcé. Il réussit deux plaquages lors du match de série éliminatoire (wild card) contre les Bills de Buffalo en janvier 2024.
Il réussit son premier sack de la saison 2024 sur le quarterback Aaron Rodgers lors de la victoire 37 à 15 contre contre les Jets de New York. Ogunjobi est libéré par les Steelers le 10 mars 2025.

#### Bills de Buffalo
Le 14 mars 2025, Larry Ogunjobi signe un contrat d'un an pour un montant de 8,3 millions de dollars avec les Bills de Buffalo.
Cependant, peu de temps après cette signature, Ogunjobi est suspendu pour six matchs par le NFL à la suite de violations des règles relatives aux produits dopants.

## Statistiques
| Année                   | Équipe                  | MJ  |                 | Plaquages       | Plaquages       | Plaquages       | Plaquages       |                 | Interceptions   | Interceptions   | Interceptions | Interceptions |  | Fumbles | Fumbles |
| Année                   | Équipe                  | MJ  | Total           | Seul            | Ast.            | Sacks           | Nb.             | Yards           | Déf.            | TD              | Nb.           | Rec.          |  |         |         |
| 2017                    | Browns de Cleveland     | 14  | 32              | 17              | 15              | 1,0             | 0               | 0               | 0               | 0               | 0             | 0             |  |         |         |
| 2018                    | Browns de Cleveland     | 16  | 52              | 33              | 19              | 5,5             | 0               | 0               | 0               | 0               | 1             | 0             |  |         |         |
| 2019                    | Browns de Cleveland     | 15* | 50              | 35              | 15              | 5,5             | 0               | 0               | 1               | 0               | 0             | 0             |  |         |         |
| 2020                    | Browns de Cleveland     | 15  | 46              | 23              | 23              | 2,5             | 0               | 0               | 0               | 0               | 1             | 0             |  |         |         |
| 2021                    | Bengals de Cincinnati   | 16  | 49              | 29              | 20              | 7,0             | 0               | 0               | 0               | 0               | 0             | 0             |  |         |         |
| 2022                    | Steelers de Pittsburgh  | 16  | 48              | 25              | 23              | 1,5             | 0               | 0               | 0               | 0               | 0             | 0             |  |         |         |
| 2023                    | Steelers de Pittsburgh  | 17  | 43              | 21              | 22              | 3,0             | 0               | 0               | 2               | 0               | 1             | 2             |  |         |         |
| 2024                    | Steelers de Pittsburgh  | 15  | 41              | 16              | 25              | 1,5             | 0               | 0               | 0               | 0               | 0             | 0             |  |         |         |
| 2025                    | Bills de Buffalo        | ?   | Saison en cours | Saison en cours | Saison en cours | Saison en cours | Saison en cours | Saison en cours | Saison en cours | Saison en cours | ?             | ?             |  |         |         |
| Totaux NFL              | Totaux NFL              | 124 | 361             | 199             | 162             | 27,5            | 0               | 0               | 4               | 0               | 2             | 2             |  |         |         |
| Totaux Browns (4 ans)   | Totaux Browns (4 ans)   | 60  | 180             | 108             | 72              | 14,5            | 0               | 0               | 1               | 0               | 2             | 0             |  |         |         |
| Totaux Bengals (1 an)   | Totaux Bengals (1 an)   | 16  | 049             | 029             | 20              | 07,0            | 0               | 0               | 0               | 0               | 0             | 0             |  |         |         |
| Totaux Steelers (3 ans) | Totaux Steelers (3 ans) | 48  | 132             | 062             | 70              | 06,0            | 0               | 0               | 2               | 0               | 1             | 2             |  |         |         |

* Ogunjobi a été suspendu pour un match après la rencontre de la 11e semaine de la saison 2019-2020 pour mauvaise conduite sur le terrain.
| Année      | Équipe                 | MJ |       | Plaquages | Plaquages | Plaquages | Plaquages |       | Interceptions | Interceptions | Interceptions | Interceptions |  | Fumbles | Fumbles |
| Année      | Équipe                 | MJ | Total | Seul      | Ast.      | Sacks     | Nb.       | Yards | Déf.          | TD            | Nb.           | Rec.          |  |         |         |
| 2020       | Browns de Cleveland    | 2  | 4     | 1         | 3         | 0,0       | 0         | 0     | 0             | 0             | 0             | 0             |  |         |         |
| 2021       | Bengals de Cincinnati  | 1  | 0     | 0         | 0         | 0,0       | 0         | 0     | 0             | 0             | 1             | 0             |  |         |         |
| 2022       | Steelers de Pittsburgh | 1  | 5     | 2         | 3         | 0,0       | 0         | 0     | 0             | 0             | 0             | 0             |  |         |         |
| 2023       | Steelers de Pittsburgh | 1  | 2     | 1         | 1         | 0,0       | 0         | 0     | 0             | 0             | 0             | 0             |  |         |         |
| Totaux NFL | Totaux NFL             | 5  | 11    | 4         | 7         | 0,0       | 0         | 0     | 0             | 0             | 1             | 0             |  |         |         |